# Angola (New York)
Angola is een plaats (village) in de Amerikaanse staat New York, en valt bestuurlijk gezien onder Erie County. Angola maakt deel uit van de town Evans.

## Demografie
Bij de volkstelling in 2000 werd het aantal inwoners vastgesteld op 2266.
In 2006 is het aantal inwoners door het United States Census Bureau geschat op 2169, een daling van 97 (-4,3%).

## Geografie
Volgens het United States Census Bureau beslaat de plaats een oppervlakte van
3,7 km², geheel bestaande uit land. Angola ligt op ongeveer 184 m boven zeeniveau.

## Plaatsen in de nabije omgeving
De onderstaande figuur toont nabijgelegen plaatsen in een straal van 12 km rond Angola.